# Lógica doxástica
Lógica doxástica é um tipo de lógica modal preocupada com o raciocínio sobre crenças. O termo doxástico é derivado do grego antigo δόξα (doxa), que significa "crença" ou "opinião". Tipicamente, uma lógica do tipo doxástico utiliza Bx para referir-se a "Acredita-se que x é o caso," e o conjunto {\displaystyle \mathbb {B} } denota um conjunto de crenças. Na lógica doxástica, a crença é tratada como um operador modal.
{\displaystyle \mathbb {B} }: {{\displaystyle b_{1},b_{2},...,b_{n}}}
Existe um paralelismo completo entre uma pessoa que acredita em proposições e um sistema formal que deriva proposições. Usando a lógica doxástica, é possível expressar a contrapartida epistêmica do Teorema da Incompletude de Gödel, assim como o Teorema de Löb, e outros resultados metalógicos em termos de crença.

## Tipos de raciocinadores
Para demonstrar as propriedades dos conjuntos de crenças, Raymond Smullyan definiu os seguintes tipos de raciocinadores:
- Raciocinador preciso:[1][need quotation to verify][2][3][4][need quotation to verify] Um raciocinador preciso nunca crê em nenhuma proposição falsa. (axioma modal T).

{\displaystyle \forall p:{\mathcal {B}}p\to p}
- Raciocinador impreciso:[1][2][3][4] Um raciocinador impreciso crê em, pelo menos, uma proposição falsa.

{\displaystyle \exists p:\neg p\wedge {\mathcal {B}}p}
- Raciocinador vaidoso:[1][4] Um raciocinador vaidoso crê que seus ou suas crenças nunca são imprecisas.Um raciocinador vaidoso irá necessariamente se transformar em uma imprecisão.

{\displaystyle {\mathcal {B}}[\neg \exists p(\neg p\wedge {\mathcal {B}}p)]}
ou
{\displaystyle {\mathcal {B}}[\forall p({\mathcal {B}}p\to p)]}
- Raciocinador consistente:[1][2][3][4] Um raciocinador consistente nunca acredita simultaneamente em uma proposição e na negação da mesma. (axioma modal D)

{\displaystyle \neg \exists p:{\mathcal {B}}p\wedge {\mathcal {B}}\neg p}
ou
{\displaystyle \forall p:{\mathcal {B}}p\to \neg {\mathcal {B}}\neg p}
- Raciocinador normal:[1][2][3][4] Um raciocinador normal é aquele que, enquanto acreditando em p, também acredita que ele ou ela crê em p (axioma modal 4).

{\displaystyle \forall p:{\mathcal {B}}p\to {\mathcal {BB}}p}
- Raciocinador peculiar:[1][4] Um raciocinador peculiar acredita em uma proposição p enquanto acredita também que ele ou ela não acredita em p. Apesar de um raciocinador peculiar parecer um estranho fenômeno psicológico (veja O Paradoxo de Moore), um raciocinador peculiar é necessariamente inexato, porém não necessariamente inconsistente.

{\displaystyle \exists p:{\mathcal {B}}p\wedge {\mathcal {B\neg B}}p}
- Raciocinador regular:[1][2][3][4] Um raciocinador regular é aquele que, enquanto acreditando que  {\displaystyle p\to q}, também acredita que {\displaystyle {\mathcal {B}}p\to {\mathcal {B}}q}.

{\displaystyle \forall p\forall q:{\mathcal {B}}(p\to q)\to {\mathcal {B}}({\mathcal {B}}p\to {\mathcal {B}}q)}
- Raciocinador reflexivo:[1][4] Um raciocinador reflexivo é aquele para o qual toda proposição p possui alguma proposição q tal que o raciocinador crê em {\displaystyle q\equiv ({\mathcal {B}}q\to p)}.

{\displaystyle \forall p:\exists q{\mathcal {B}}(q\equiv ({\mathcal {B}}q\to p))}
Se um raciocinador reflexivo do tipo 4 [veja abaixo] crê em {\displaystyle {\mathcal {B}}p\to p}, ele ou ela irá acreditar em p. Esse é um paralelismo do Teorema de Löb para raciocinadores.
- Raciocinador instável:[1][4] Um raciocinador instável é aquele que acredita que ele ou ela acredita em alguma proposição, sem acreditar de fato nela. Isto está mais para um estranho fenômeno psicológico do que para uma peculariedade; contudo, um raciocinador instável não é necessariamente inconsistente.

{\displaystyle \exists p:{\mathcal {B}}{\mathcal {B}}p\wedge \neg {\mathcal {B}}p}
- Raciocinador estável:[1][4] Um raciocinador estável não é instável. Isto é, para todo p, se ele ou ela acredita em Bp, então ele ou ela acredita em p. Note que estabilidade é o inverso da normalidade. Diremos que um argumentador acredita que ele ou ela é estável se para toda proposição p, ele ou ela acredita que BBp→Bp (acreditando: "Se eu deveria acreditar que eu acredito em p, então eu realmente irei acreditar em p").

{\displaystyle \forall p:{\mathcal {BB}}p\to {\mathcal {B}}p}
- Raciocinador modesto:[1][4] Um raciocinador modesto é aquele para o qual toda proposição p é acreditável, {\displaystyle {\mathcal {B}}p\to p} somente se ele ou ela acredita em p. Um raciocinador modesto nunca acredita em Bp→p a menos que ele ou ela acredite em p. Qualquer raciocinador reflexivo do tipo 4 é modesto. (Teorema de Löb)

{\displaystyle \forall p:{\mathcal {B}}({\mathcal {B}}p\to p)\to {\mathcal {B}}p}
- Raciocinador estranho:[4] Um raciocinador estranho é de tipo G e acredita que ele ou ela é inconsistente - mas está incorreto quanto a sua crença.

- Raciocinador tímido:[4] Um raciocinador tímido tem medo de acreditar em p [isto é, ele ou ela não acredita em p] se ele ou ela acredita em {\displaystyle {\mathcal {B}}p\to {\mathcal {B}}\bot }

## Aumentando os níveis de racionalidade
- Raciocinador Tipo 1:[1][2][3][4][5] Um raciocinador do Tipo 1 possui um conhecimento completo da Lógica proposicional, isto é, ele ou ela mais cedo ou mais tarde acredita em qualquer tautologia (qualquer proposição demonstrável por tabelas-verdade). Também, o conjunto de crenças dele ou dela (passado, presente e futuro) é logicamente fechado sob o modus ponens. Se ele ou ela em algum momento acreditar em p e acreditar em  p → q (p implica q), então ele ou ela irá (mais cedo ou mais tarde) acreditar em q.
  - {\displaystyle \vdash _{PC}p\Rightarrow \vdash {\mathcal {B}}p}
  - {\displaystyle \forall p\forall q:{\mathcal {B}}(p\to q)\to ({\mathcal {B}}p\to {\mathcal {B}}q)}

- Raciocinador Tipo 1* :[1][2][3][4] Um raciocinador do Tipo 1* acredita em todas as tautologias; o conjunto de sentenças dele ou dela (passado, presente e futuro) é logicamente fechado sob o modus ponens, e para qualquer proposição p e q, ele ou ela acredita em p→q, então ele ou ela também irá acreditar que, se ele ou ela acredita em p, então ele ou ela acreditará em q. O Tipo 1* possui "um pouquinho mais" de auto-consciência do que o raciocinador do Tipo 1.
  - {\displaystyle \forall p\forall q:{\mathcal {B}}(p\to q)\to {\mathcal {B}}({\mathcal {B}}p\to {\mathcal {B}}q)}

- Raciocinador do Tipo 2:[1][2][3][4] Um raciocinador é do Tipo 2 se ele ou ela é do tipo 1, e se para todo p e q, ele ou ela (corretamente) acredita que: "Se eu deveria em algum momento acreditar em p e em  p→q, então eu vou acreditar em q." Sendo do Tipo 1, ele ou ela também crê na proposição logicamente equivalente: B(p→q)→(Bp→Bq). Um raciocinador do Tipo 2 está ciente de que as crenças dele ou dela estão fechadas sob o modus ponens.
  - {\displaystyle \forall p\forall q:{\mathcal {B}}(({\mathcal {B}}p\wedge {\mathcal {B}}(p\to q))\to {\mathcal {B}}q)}

- Raciocinador do Tipo 3:[1][2][3][4] Um raciocinador é do Tipo 3 se ele ou ela for um raciocinador normal do Tipo 2.
  - {\displaystyle \forall p:{\mathcal {B}}p\to {\mathcal {B}}{\mathcal {B}}p}

- Raciocinador do Tipo 4:[1][2][3][4][5] Um raciocinador é do Tipo 4 se ele ou ela é do Tipo 3 e também acredita que ele ou ela é normal.
  - {\displaystyle {\mathcal {B}}[\forall p({\mathcal {B}}p\to {\mathcal {B}}{\mathcal {B}}p)]}

- Raciocinador do Tipo G:[1][4] Um raciocinador do Tipo 4 que acredita que ele ou ela é modesto.
  - {\displaystyle {\mathcal {B}}[\forall p({\mathcal {B}}({\mathcal {B}}p\to p)\to {\mathcal {B}}p)]}

## Teorema da incompletude de Gödele a indecidibilidade doxástica
Digamos que um raciocinador exato enfrenta a tarefa de designar um valor verdade a uma afirmação feita a ele. Existe uma afirmação tal qual o raciocinador deverá ou permancer eternamente indeciso sobre ou perder seu ou sua precisão. Uma solução é a afirmação:
S: "Eu nunca irei acreditar nesta afirmação"
Se o raciocinador acredite em algum momento na afirmação S, ele se torna falsificado por tal fato, fazendo S uma crença falsa e portanto tornando o raciocinador impreciso em acreditar em S.
Portanto, desde que o argumentador seja preciso, ele ou ela nunca irá crer em S. Logo, a afirmação era verdadeira, pois é exatamente isso que ela reivindicou. Segue-se posteriormente que o raciocinador nunca irá ter a falsa crença de que S é verdade. O raciocinador não pode crer nem que a afirmação é verdadeira nem falsa sem tornar-se inconsistente (isto é, possuir duas crenças contraditórias). Assim, o raciocinador deverá permanecer para sempre indeciso sobre se a afirmação S é verdadeira ou falsa.
O teorema equivalente é que para todo sistema formal F, existe uma afirmação matemática que pode ser interpretada como "Esta afirmação não é demonstrável no sistema formal F." Se o sistema F é consistente, nem a afirmação nem o oposto dela serão demonstráveis nele.

## Inconsistência e peculariedade de raciocinadores vaidosos
Um raciocinador do Tipo 1 enfrenta a seguinte afirmação "Você não acreditará nesta sentença." Agora, uma coisa interessante é que se o raciocinador acredita que ele ou ela é sempre preciso, então ele ou ela se tornará impreciso. Tal como um raciocinador irá pensar: "Se eu creio na afirmação, então ela se tornará falsa por tal fato, o que significa que sou impreciso. Isso é impossível, já que eu sempre sou preciso. Portanto, eu não posso crer nessa afirmação: ela deve ser falsa."
Neste ponto, o raciocinador crê que a afirmação é falsa, o que faz a afirmação verdadeira. Assim, o raciocinador é impreciso em acreditar que a afirmação é falsa. Se o raciocinador não tivesse assumido seu ou sua precisão, ele ou ela nunca iriam ter caído em uma imprecisão.
Também pode ser mostrado que um raciocinador vaidoso é peculiar. 

## Crenças auto-realizáveis
Para sistemas, definimos reflexividade como para todo p (na linguagem do sistema) existe um q tal que q≡(Bq→p) é demonstrável no sistema. O Teorema de Löb (numa forma geral) é que para qualquer sistema reflexivo do Tipo 4, se Bp→p é demonstrável no sistema, então p também é.

## Inconsistência da crença na estabilidade de um qualquer
Se um raciocinador consistente reflexivo do Tipo 4 acredita que ele ou ela é estável, então ele ou ela tornar-se-á instável. Indicando o contrário, se um raciocinador estável reflexivo do Tipo 4 acredita que ele ou ela é estável, então ele ou ela se tornará inconsistente. Por que isso? Suponha que um raciocinador estável reflexivo do Tipo 4 acredita que ele ou ela é estável. Mostraremos que ele ou ela (mais cedo ou mais tarde) acreditará em qualquer proposição p. O raciocinador acredita que BBp→Bp, logo segundo o Teorema de Löb ele ou ela irá acreditar em Bp (pois ele ou ela acredita em Br→r, onde r é a proposição Bp, e então ele ou ela irá acreditar em r, que é a proposição Bp). Estando estável, ele ou ela irá, então, acreditar em p.

## Leitura aprofundada
- Lindström, St.; Rabinowicz, Wl. (1999). «DDL Unlimited. Dynamic Doxastic Logic for Introspective Agents». Erkenntnis. 51 (2–3): 353–385. doi:10.1023/A:1005577906029
- Linski, L. (1968). «On Interpreting Doxastic Logic». Journal of Philosophy. 65 (17): 500–502. JSTOR 2024352
- Segerberg, Kr. (1999). «Default Logic as Dynamic Doxastic Logic». Erkenntnis. 50 (2–3): 333–352. doi:10.1023/A:1005546526502
- Wansing, H. (2000). «A Reduction of Doxastic Logic to Action Logic». Erkenntnis. 53 (1–2): 267–283. doi:10.1023/A:1005666218871